# Nelly Neppach
Nelly Bamberger, connue sous son nom marital de Nelly Neppach, née le 16 septembre 1898 à Francfort et morte dans la nuit du 7 au 8 mai 1933 à Berlin, est une joueuse de tennis allemande.

## Biographie
Dès l'âge de douze ans, en 1910, Nelly Neppach remporte sa première victoire dans un tournoi de tennis. Cette victoire sera suivie de quelque 1 000 autres.
Après la Première Guerre mondiale, elle épouse l'architecte Robert Neppach, s'installe à Berlin et s'inscrit au club de tennis Tennis Borussia Berlin. Le point culminant de sa carrière sportive date des années 1920 quand elle remporte la victoire au Championnat d'Allemagne en 1925 contre Ilse Friedleben.
Elle se suicide par absorption de barbituriques et par inhalation de gaz de ville en 1933 probablement parce que, juive, il lui était interdit par le régime hitlérien d'encore représenter son pays en compétition officielle.

## Carrière sportive
Sa plus grande victoire fut le championnat allemand en simple féminin en 1925.

## Parcours en Grand Chelem (partiel)
Si l’expression « Grand Chelem » désigne classiquement les quatre tournois les plus importants de l’histoire du tennis, elle n'est utilisée pour la première fois qu'en 1933, et n'acquiert la plénitude de son sens que peu à peu à partir des années 1950.

### En simple dames
| Année | Championnat d'Australie | Championnat d'Australie | Internationaux de France | Internationaux de France | Wimbledon | Wimbledon | US National | US National |
| 1927  | -                       | -                       | 3e tour (1/8)            | Eileen Bennett           | -         | -         | -           | -           |

À droite du résultat, l’ultime adversaire.

### En double dames
| Année | Championnat d'Australie | Championnat d'Australie | Internationaux de France    | Internationaux de France    | Wimbledon | Wimbledon | US National | US National |
| 1927  | -                       | -                       | 2e tour (1/8) I. Friedleben | Josane Sigart Yvonne Sigart | -         | -         | -           | -           |

Sous le résultat, la partenaire ; à droite, l’ultime équipe adverse.